# Ernst Dammann
Ernst Karl Alwin Hans Dammann, né le 6 mai 1904 à Pinneberg, Holstein, mort le 12 juillet 2003 à Pinneberg, est un africaniste allemand. Avec Walter Markov (en), il est l’un des fondateurs des études africaines en République démocratique allemande et, en tant qu'élève de Carl Meinhof et successeur de Diedrich Hermann Westermann, il fait partie de la « deuxième vague » des africanistes allemands. Érudit des langues africaines et ancien missionnaire à Tanga en Tanzanie, il a été un membre fondateur du parti national socialiste (NSDAP) ou nazi, et ses travaux scientifiques sont critiqués comme imprégnés d’idéologie raciste. Malgré ces défauts, ses recherches constituent néanmoins une base importante pour l’étude du swahili ancien.

## Biographie

### Éducation, adhésion au NSDAP
Dammann grandit dans le Schleswig-Holstein, dans une atmosphère de « piété évangélique-luthérienne et de vertus prussiennes ». Sa mère meurt jeune, en 1916, et son père part pour l’Afrique en 1908, où il passe trois ans à travailler sur Chemin de fer du Tanganyika (en) en Tanzanie. Il fréquente le Gymnasium Christianeum de Hambourg, puis étudie à Kiel et à l’université de Hambourg avec Carl Meinhof, qu’il a rencontré plus tôt à Pinneberg, avant d’aller à Berlin. Durant cette période, il occupe également le poste de chargé d'enseignement en hébreu à l’université de Kiel. Il obtient son doctorat à Kiel en 1929 (avec sa thèse : Das negerische Afrika bei Yaqut und Qazwini) et est ordonné prêtre en 1930. La même année, il est employé comme assistant de recherche par Meinhof à Hambourg. Selon Ernst Klee, il rejoint le parti nazi en 1931 ; d’autres sources le font adhérer le 1er août 1933, avec le numéro de membre 609 464. Meinhof et bien d’autres (dont Dammann, Bernhard Struck (de), August Klingenheben (de) et Ernst Zyhlarz (de)) sont des nazis ou des sympathisants nazis dont les opinions sur la race étaient ancrées dans les théories du XIXe siècle sur la supériorité raciale européenne, avec l’idée qui en découlait que la prétendue infériorité africaine se manifestait autant en littérature et en langue.

### En Afrique et hors d’Afrique
De 1933 à 1937, il est missionnaire à Tanga en Tanzanie, travaillant pour une communauté de colons allemands. Il visite l’île de Lamu, où (avec l’aide de sa femme, Ruth) il rassemble les vers du poète swahili Zahidi Mngumi ; dont on disait que c’était « le recueil le plus complet » de la poésie de Mngumi. Dammann est le chef de la branche étrangère du Parti nazi (en) (Landesgruppenleiter). Il est démis de sa fonction dans la mission après « s’être discrédité » en conflit avec la mission Bethel en Afrique orientale allemande.

### Carrière en Allemagne (RDA et RFA)
Après son retour d’Afrique, il obtient son habilitation en langues africaines à l’université de Hambourg en 1939 (avec la thèse Dichtungen in der Lamu-Mundar des Suaheli), et y enseigne à partir de 1940. Pendant la Seconde Guerre mondiale, il sert dans l’armée au Danemark puis en Tunisie, où il est capturé par les forces américaines. De 1943 à 1946, il est prisonnier de guerre à Fort Sam Houston aux États-Unis ; il est actif en tant que prêtre. De 1946 à 1948, il est d’abord professeur, puis administrateur principal de l’école de théologie pour prisonniers de guerre allemands au camp Norton Manor en Angleterre. En 1949, il enseigne la missiologie à l’Université balte (en), puis devient professeur à la Kirchliche Hochschule Hamburg (de).
En 1957, il est nommé président des langues et cultures africaines à l’université Humboldt de Berlin, comme successeur de Diedrich Hermann Westermann. Sa candidature est soutenue par Klingenheben et Westermann. Un mémo, probablement émanant d’un organisme d’État, souligne la nécessité d’études africaines en Allemagne de l’Est : l’enseignement des langues africaines serait d’un grand bénéfice dans toute entreprise est-allemande sur le continent africain. On disait que l’expertise linguistique de Dammann l’emportait sur son passé compromis ; sa politique « conservatrice » était bien connue, mais apparemment il gardait le silence sur sa position de Landesgruppenleiter pour la branche étrangère du Parti nazi en Afrique et se contentait d’avoir temporairement pourvu un poste vacant. Avec Walter Markov (en), qui avait créé une cellule communiste anti-nazie et avait été emprisonné pendant la majeure partie de l’ère hitlérienne, il devient l’un des pères fondateurs des études africaines en Allemagne de l’Est. Ses collègues de Berlin connaissaient bien son passé nazi et le dénonçaient ; l'un d’eux, en le dénonçant au dirigeant du SED de l’université, a noté que Dammann « glorifiait la politique coloniale des impérialistes... et du fascisme allemand ». Alors que le mur de Berlin était en construction en 1961, il fuit la RDA pour rejoindre la RFA. En 1962, Dammann est nommé à l’université de Marbourg et peut y créer un département d’études africaines, avec Herrmann Jungraithmayr (en) comme assistant. Il prend sa retraite en 1972 et retourne à Pinneberg, tout en continuant à donner des séminaires à Marburg jusqu’en 1985. Tout au long de sa vie, il a occupé un certain nombre de postes en dehors de ses fonctions universitaires : il enseigne à la Lutherische Theologische Hochschule Oberursel (de), et a été président de la Société missionnaire de Berlin.

## Recherche, héritage et politique
Dammann voyage régulièrement en Afrique et enseigne un grand nombre de langues africaines, dont le swahili, le zoulou, le héréro, le nama et l’oromo. Ses étudiants comprennent Hildegard Höftmann (Berlin), Thilo C. Schadeberg (en) (Leyde), Brigitte Reineke (Berlin) et Gudrun Miehe, tous des africanistes de renom. Un Festschrift est publié pour lui rendre hommage à l’occasion de son 65e anniversaire qui, selon un critique, reflète « le profond respect dans lequel le professeur Ernst Dammann est tenu par ses collègues des nombreuses disciplines auxquelles il a contribué ». Plus tard, dans une étude de 2011 sur le racisme dans la façon dont les Allemands avaient étudié l’Afrique, il est décrit comme un « membre opportuniste du parti nazi » qui était « profondément ancré dans la pensée raciste », et ses mémoires, 70 Jahre erlebte Afrikanistik (1999), montre qu’il « a maintenu ses opinions racistes et paternalistes jusqu’à tard dans sa vie ». 

### Paradoxe entre idéologie nazie et contribution à la reconnaissance de la culture swahilie
Les séjours de recherche de Dammann dans les années 1930 dans l'archipel de Lamu ont contribué paradoxalement à la diffusion de la connaissance de la culture littéraire swahili en réunissant un important corpus en Kiamu. Autrement dit, les données linguistiques produites et conservées du fait de ses recherches ont contribué ultérieurement, mais pas de sa propre volonté, à la reconnaissance d'une culture africaine swahilie florissante et de haut niveau littéraire, philosophique et théologique, ce qui ne concorde pas avec l'idéologie raciste qui hiérarchisait les productions intellectuelles des peuples sur la base de critères raciaux et rejetait les Africains au bas de l'échelle. Toutefois, Ernest Dammann était un fervent nazi ce qui a pu influencer son travail de linguiste.

### Convictions religieuses et sociales
Conservateur religieux (il affirme également qu’il est un partisan de la monarchie constitutionnelle), il enseigne que les femmes ne devraient pas être ordonnées pasteurs, mais il n’a jamais quitté l’Église évangélique allemande, bien que sa femme l’ait fait (elle a rejoint l’Église évangélique luthérienne indépendante).

### Festschrift
- Wort und Religion: Kalima na dini. Studien zur Afrikanistik, Missionswissenschaft, Religionswissenschaft. Ernst Dammann zum 65. Geburtstag, éd. Hans-Jürgen Greschat, Herrmann Jungraithmayr. Stuttgart : Evangelischer Missionsverlag, 1969. (OCLC 977062476)

### Autres
- Die Afrikawissenschaften in der DDR. Ulrich van der Heyden. Münster : LIT Verlag, 1999. (ISBN 9783825843717)